# Wraysbury
Wraysbury är en civil parish i Storbritannien.   Den ligger i kommunen Windsor and Maidenhead i riksdelen England, i den södra delen av landet, 30 km väster om huvudstaden London.